# Тирумаларайя Аравиду
Тирумаларайя Аравиду (? — 1578) — махараджахираджа (царь царей) Виджаянагарской империи в 1570—1572 годах.

## Биография
Происходил из рода Аравиду. В период правления своего брата Рамарайи участвовал в большинстве походов. В 1565 году после поражения Рамарайи при Таликоте и дальнейшего ограбления Виджаянагара Тирумаларайя, захватив прежде государственную казну и номинального правителя Садашиварайю, отступил к Пенугонде. Этот город стал новой столицей империи.
Тирумалайя в качестве фактического правителя пытался восстановить могущество государства, однако столкнулся с многочисленными восстаниями наяков (наместников), желавших стали независимыми. Одновременно продолжались атаки со стороны султанов Биджапура и Голконды. В 1567 году виджаянагарцы разбили армию Биджапура. Вместе с тем Тирумалайя сумел временно победить наяков, но при этом был вынужден признать их полуавтономный статус. В 1568 году для успешно контроля за государством он сделал своим соправителем брата Векатапати I.
В 1570 году он убил номинального правителя Садашиварайю, объявив себя махараджахираджей. Однако вследствие возраста и болезней его правление продолжалось недолго. В 1572 году отрекся от власти и последние годы провёл в отшельничестве. Умер в 1578 году.